# Heterophleps nubilata
Heterophleps nubilata là một loài bướm đêm trong họ Geometridae.